# Pristomyrmex parvispina
Pristomyrmex parvispina é uma espécie de formiga do gênero Pristomyrmex, pertencente à subfamília Myrmicinae.